# Тейлор (Міссісіпі)
Тейлор (англ. Taylor) — місто (англ. town) в США, в окрузі Лафаєтт штату Міссісіпі. Населення — 355 осіб (2020).

## Географія
Тейлор розташований за координатами 34°16′11″ пн. ш. 89°35′1″ зх. д. / 34.26972° пн. ш. 89.58361° зх. д. (34.269726, -89.583486).  За даними Бюро перепису населення США в 2010 році місто мало площу 7,60 км², з яких 7,59 км² — суходіл та 0,02 км² — водойми.

## Демографія
Згідно з переписом 2010 року, у селищі мешкали 322 особи в 140 домогосподарствах у складі 91 родини. Густота населення становила 42 особи/км².  Було 158 помешкань (21/км²).
Расовий склад населення:
| - 77,6 % — білих - 18,0 % — чорних або афроамериканців - 0,6 % — корінних американців - 1,9 % — осіб інших рас |

До двох чи більше рас належало 1,9 %. Частка іспаномовних становила 3,1 % від усіх жителів.
За віковим діапазоном населення розподілялося таким чином: 23,6 % — особи молодші 18 років, 64,6 % — особи у віці 18—64 років, 11,8 % — особи у віці 65 років та старші. Медіана віку мешканця становила 39,9 року. На 100 осіб жіночої статі у селищі припадало 101,2 чоловіків;  на 100 жінок у віці від 18 років та старших — 95,2 чоловіків також старших 18 років.
Середній дохід на одне домашнє господарство  становив 64 315 доларів США (медіана — 57 083), а середній дохід на одну сім'ю — 77 086 доларів (медіана — 67 083). За межею бідності перебувало 11,8 % осіб, у тому числі 25,4 % дітей у віці до 18 років та 10,0 % осіб у віці 65 років та старших.
Цивільне працевлаштоване населення становило 136 осіб. Основні галузі зайнятості: освіта, охорона здоров'я та соціальна допомога — 29,4 %, роздрібна торгівля — 22,1 %, виробництво — 8,8 %, інформація — 7,4 %.